# Aphaenogaster araneoides
Aphaenogaster araneoides är en myrart som beskrevs av Carlo Emery 1890. Aphaenogaster araneoides ingår i släktet Aphaenogaster och familjen myror.

## Underarter
Arten delas in i följande underarter:
- A. a. araneoides
- A. a. canalis
- A. a. inermis
- A. a. nitidiventris

## Bildgalleri

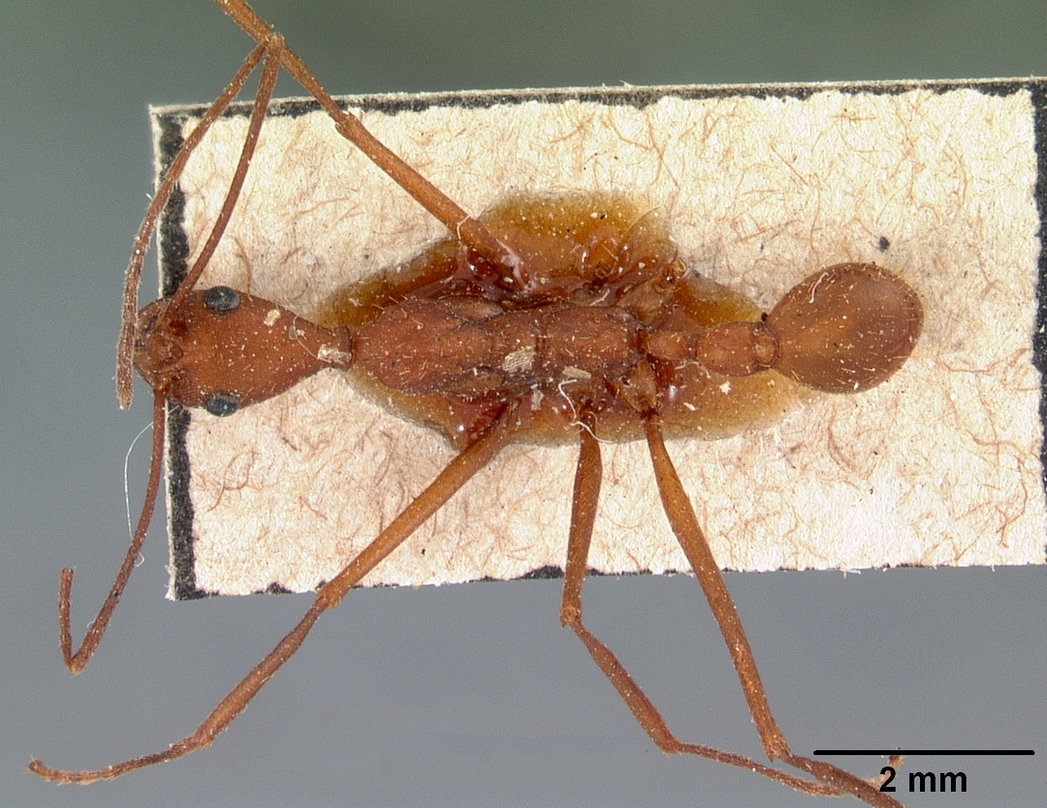
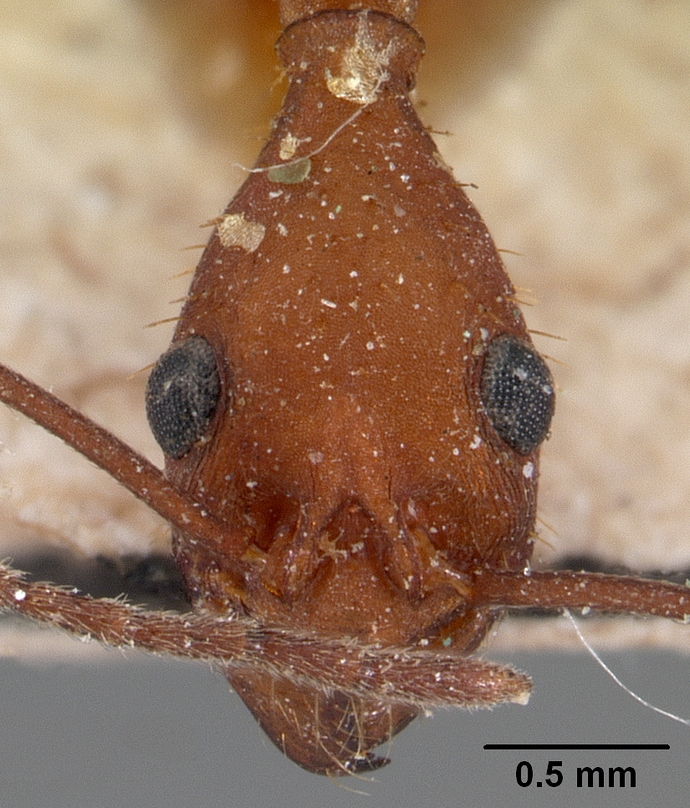
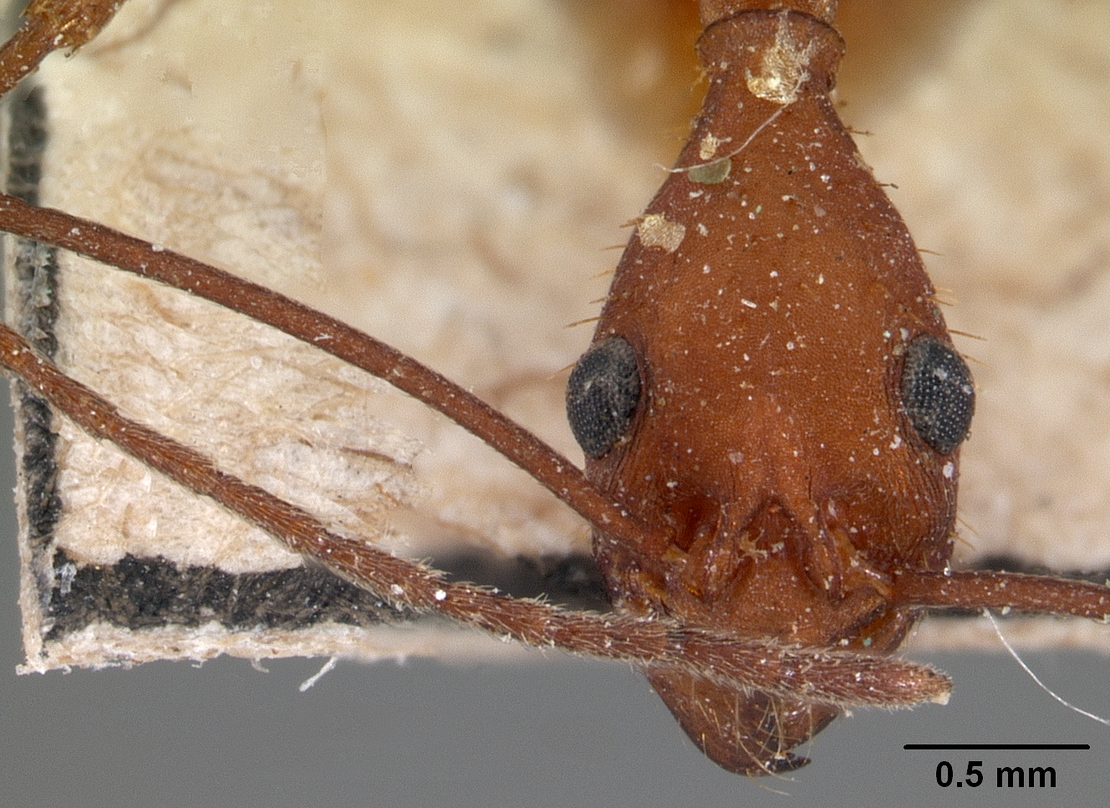
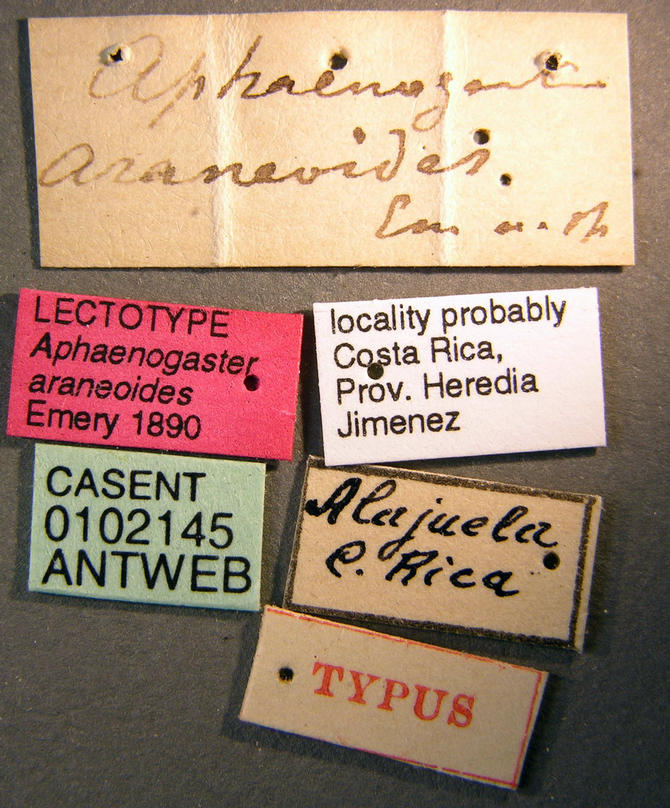
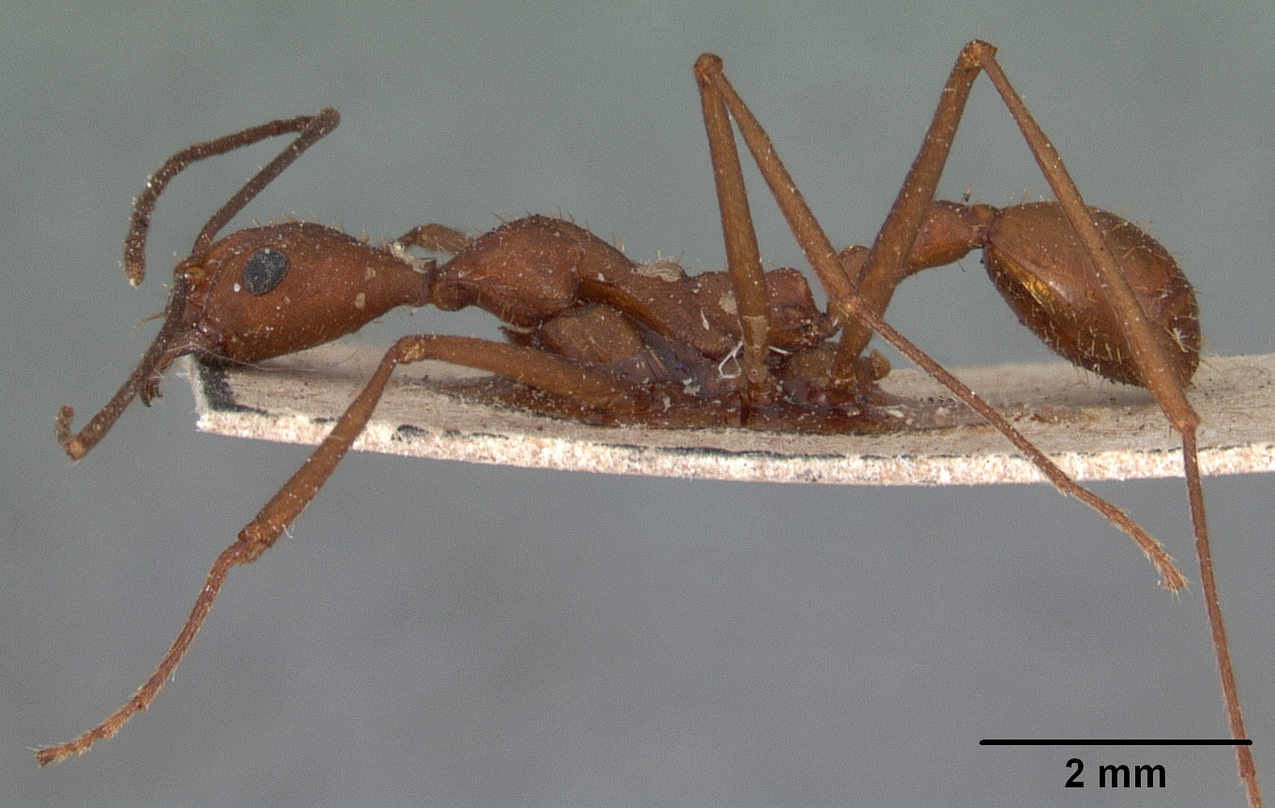